# Gare du Vigan
La gare du Vigan est une ancienne gare ferroviaire française des lignes du Vigan à Quissac et de Tournemire - Roquefort au Vigan située sur le territoire de la commune du Vigan, dans le département du Gard, en région Occitanie.
Elle est mise en service en 1874 par la Compagnie des chemins de fer de Paris à Lyon et à la Méditerranée (PLM) et fermée au trafic voyageurs en 1969 et marchandises en 1987.

## Situation ferroviaire
Établie à 220,8 mètres d'altitude, la gare du Vigan est située au point kilométrique (PK) 0 de la ligne du Vigan à Quissac, terminus de la ligne elle est suivie par la gare de Pont-d'Hérault ; elle est également l'aboutissement, au PK 586,364, de la ligne de Tournemire - Roquefort au Vigan, précédée par la gare d'Avèze - Molières.

## Histoire
La gare du Vigan est mise en service le 20 juillet 1874 par la Compagnie des chemins de fer de Paris à Lyon et à la Méditerranée, lorsqu'elle ouvre à l'exploitation la section de Ganges au Vigan de la ligne du Vigan à Quissac.
Le 13 octobre 1891, une crue de l'Arre emporte le matériel utilisé pour la construction de la ligne de Tournemire - Roquefort au Vigan.
Le 24 août 1896, elle devient une gare de bifurcation avec l'ouverture par la Compagnie du Midi de la ligne de Tournemire - Roquefort au Vigan, raccordant la gare à la ligne des Causses.
Bien que son électrification fut envisagée dans les années 1930, cette même ligne est fermée au trafic voyageurs le 25 février 1940, marchandises en 1971 et la section entre Avèze - Molières et Vigan (PK 583,270 à 585,983) est déclassée le 14 janvier 1972.
Sur la ligne du Vigan à Quissac, la desserte voyageurs est supprimée le 9 mars 1969 et la gare est fermée au trafic marchandises le 1er avril 1987. Peu après, la ligne est déposée aux environs de la gare afin de construire une déviation routière.
Dès le début des années 1980, les installations ferroviaires avaient été considérablement réduites afin de créer un nouvel accès routier au Vigan.

## Patrimoine ferroviaire
À l'origine, Le Vigan disposait d’importantes infrastructures, dont de vastes remises à locomotives permettant les échanges entre les réseaux du PLM et du Midi.
Le bâtiment voyageurs, composé d’un corps central à cinq portes flanqué de deux ailes de deux travées chacune, était complété par plusieurs constructions destinées au trafic marchandises et à l’entretien du matériel. Un abri de quai, vraisemblablement métallique, se trouvait en face de ce bâtiment.
Le PLM et la Compagnie du Midi possédaient chacun leur propre annexe traction, comprenant un pont tournant, une remise à deux voies et quelques voies à ciel ouvert.
La gare comportait trois voies à quai, de multiples voies de service.
Après l’arrêt de l’activité, les emprises destinées au fret furent remplacées par une zone commerciale.
De nos jours, bien qu'il ne reste plus aucune voies mais une des remises à deux voies pour locomotives et le bâtiment voyageurs existent toujours,,. Ce dernier est désormais occupé par la Communauté de communes du Pays viganais.